# 米德斯堡站
米德斯堡站（英語：Middlesbrough railway station）是位於英國英格蘭北約克郡米德爾斯堡的鐵路車站，由英國鐵路網公司所有，奔寧快車管理。根據鐵路和公路辦公室的統計數據，米德爾斯堡火車站是東北英格蘭地區第四繁忙的火車站。